# Ljulka AL-7
Ljulka AL-7 je turboreaktivni motor z dodatnim zgorevanjem, ki ga je razvil Arkhip Mihailovič Ljulka. Razvit je bil za pogon bombnika  Il-54, pozneje pa tudi za Su-9 'Fishpot' in Tu-128 'Fiddler'. Aprila 1956 je Suhoj S-1 z motorjem AL-7F presegel Mach 2. Reaktivni leteči čoln Berijev Be-10 je uporabljal različico brez dodatnega zgorevanja. 

## Specifikacije (AL-7F)
- Tip: turboreaktivni motor z dodatnim zgorevanjem
- Dolžina: 6650 mm
- Premer: 1300 mm
- Teža: 2010 kg (4430 lb)

- Kompresor: 9-stopnejski aksialni
- Največji potisk: 67,1 kN (15075 lbf) suh, 98,1 kN (22050 lbf) z dodatnim zgorevanjem
- Tlačno razmerje: 9,5:1
- Temperatura ob vstopu v turbino: 860 °C (1580 °F)
- Specifična poraba goriva:
- 95,0 kg/(h·kN) (0,94 lb/(h·lbf)) prosti tek
- 98,9 kg/(h·kN) (0.97 lb/(h·lbf)) vojaška moč
- 229,0 kg/(h·kN) z dodatnim zgorevanjem
- Razmerje potisk/teža: 3,4